# Eisenbahnunfall von Woodville
Bei dem Eisenbahnunfall von Woodville stieß bei Woodville, Indiana, USA, am 12. November 1906 ein Güterzug frontal mit einem in der Gegenrichtung verkehrenden Personenzug zusammen. 43 Menschen starben.

## Ausgangslage
Die Zugsicherung sollte auf der eingleisigen Strecke der Baltimore and Ohio Railroad dadurch gewährleistet sein, dass die Züge in einer bestimmten, festgelegten Reihenfolge fuhren. An diesem Tag tobte ein Schneesturm, der auch die Sicht des Zugpersonals beeinträchtigte. Ein Güterzug verkehrte in östlicher Richtung. Um dem entgegenkommenden Personenzug Nr. 47 die Zugkreuzung zu ermöglichen, wartete er auf einem Ausweichgleis. Der Personenzug verkehrte an diesem Tag aber in zwei Teilen, die in einigem Abstand hintereinander fuhren. Um den zweiten Personenzugteil bei der hier geübten Methode der Zugsicherung zu sichern, hatte der zuerst fahrende ein besonderes Spitzensignal, das die Lokomotivführer der Züge, die der Personenzug kreuzte, auf den zweiten Zugteil aufmerksam machte: Zwei grüne Fahnen und zwei zusätzliche grüne Signallaternen.

## Unfallhergang
Die beiden zusätzlichen grünen Signallaternen waren in dem Schneesturm erloschen. Die beiden grünen Fahnen übersah der Lokomotivführer des Güterzuges: Er fuhr in die Strecke ein und kollidierte mit dem zweiten Teil des Personenzugs Nr. 47. Neben den unmittelbaren Kollisionsschäden brach auch noch ein Feuer aus.

## Folgen
43 Menschen starben, überwiegend Einwanderer aus Osteuropa.

## Wissenswertes
Dieser Unfall ist im Ablauf nahezu identisch mit dem Eisenbahnunfall von Warrensburg zwei Jahre zuvor und einem Eisenbahnunfall, der sich am 4. Oktober 1910 in Staunton, Illinois, ereignete.